# 한사랑 산악회
《한사랑 산악회》는 2020년 5월 15일부터 유튜브에서 방송되고 있는 웹예능으로, 피식대학이 제작했다. 산악회에 소속되어 있는 중년 아저씨들의 이야기로, 주변에 정말 있을법한 아저씨들의 모습을 다양한 캐릭터와 디테일을 살려 보여주는 휴먼드라마 시트콤이다. 희극인 이용주,정재형,김민수,이창호가 차례대로 배용길,정광용,김영남,이택조 배역으로 중년아저씨들의 모습을 보여준다.
제목이 한사랑 산악회이긴 하지만 등산 모습뿐만 아니라 중년 아저씨들의 술 마시는 모습, 가족에 대한 생각들 등등 일상생활들도 생동감 있게 보여준다.

## 등장인물

### 김영남 - 한사랑산악회 회장
삼천리 자전거 직영점 2개와 대리점 3개를 운영하는 자영업자이다.
두건과 선글라스를 항상 착용하고 대한민국 해병대 출신. 항상 긍정적인 마인드를 강요하고 '열정 열정 열정!'을 외친다.
꼰대 기질 다분한 독불장군같은 성격의 소유자로, 이러한 성격 때문에 회원과 마찰을 빚기도 하지만 회장으로서의 리더쉽은 출중하다.

#### 가족관계
1. 아들 : 김민수 - 《05학번이 돌아왔다》 UCC PD
2. 조카 : Ronie Kim - 헬스 트레이너

### 이택조 - 한사랑산악회 부회장
(현)영등포 상가 번영회 5회 회장이다.
영등포구청장배 게이트볼 최연소 13회 우승자이다.
한사랑 산악회 제2 회장직을 노리고 있는 야망가이다.
학창시절에는 반장은 못하고 부반장만 했으며 딸도 자기를 닮아 부반장만 하고 있다. 그로 인해 권력에 대한 노이로제와 열망이 심각하다. 인테리어 업자로 일하다가 코로나19의 여파로 문을 닫고 지금은 택시 운전사를 한다. 현장에서 일하던 사람답게 목소리가 크다.
깔끔한 성격으로 세수를 할 땐 귀 뒤까지 꼼꼼히 씻지만 매우 요란한 소리를 내며 거칠게 한다. 현재 코로나로 인해 가게가 어려워져 가게를 접고 배달 등의 일을 하고 있다. 이미지와는 달리 학창시절 공부를 꽤 잘했던 것으로 보인다. 뭐만하면 자신을 OO박사라고 칭하며 유식함을 자랑한다. 뻘쭘할 때마다 웃는 습관이 있다.

#### 가족관계
1. 딸 : 이선옥 - 인터넷 얼짱
2. 조카 : 이창호 - 희극인

### 배용길 - 한사랑산악회 회원
'엘비스 프레슬리'라는 LP 바를 운영 중이다.
1974년부터 미국에 살다 귀국한 재미 교포 출신이며, 영어가 유창하고 박학다식하다. 다만 영어를 한국어처럼 말하는 전형적인 Konglish 사용자.
교포 출신답게 4명중 그나마 융통성 있고 신세대에 관심이 있으며, 온화하고 점잖은 성품으로 회원의 갈등을 중재하는 역할을 한다. 여자에게 인기가 많은 카사노바로 연애엔 능숙하나 결혼은 그렇지 못한지 지금까지 만나고 헤어졌던 부인만 7명이다.

#### 가족관계
1. 아들 : 배용남 - 의류업체 로로코를 운영중이다.
2. 아들 : 스티브 리
3. 딸 : 배아름송이

### 정광용 - 한사랑산악회 회원
배재고등학교 물리교사이다.
조용하고 느릿느릿한 말과 행동 때문에 김영남과 이택조에게 답답하다며 구박받는다. 허리가 좋지 않고 당뇨를 앓고 있는 등 건강상의 문제도 있다.
가끔 유튜브에 수업하는 영상도 올라온다.

#### 가족관계
1. 아들 : 정재혁 - 로로코 모델, 래퍼 (J.Hyuk)

## 에피소드 목록

### 2020년
| 회차 | 공개일    | 산     | 제목                                                           |
| ---- | --------- | ------ | -------------------------------------------------------------- |
| 1화  | 5월 15일  | 인왕산 | 희망, 감사의 5월... 인왕산 테마여행                            |
| 2화  | 5월 23일  | 관악산 | 靑春의...마음으로...관악산산행...                              |
| 3화  | 5월 31일  | 청계산 | 건강꽃,,,웃음꽃,,,행복꽃,,,가득한 청계산산행                   |
| 4화  | 6월 7일   | 대모산 | 孝心으로,,,가득매운,,,대모산 산행,,,                           |
| 5화  | 6월 14일  | 계양산 | 건강도 챙기고 화합도 다지는 友情,,,,계양산 산행                |
| 6화  | 6월 21일  |        | 화해와 용서,,,그리고 우정,,,                                   |
| 7화  | 6월 28일  |        | 비오는날,,,소주한잔,,,                                         |
| 8화  | 7월 5일   | 안산   | 오해와,,진실로,,얼룩진,,,서대문 안산산행,,,                    |
| 9화  | 7월 12일  | 호암산 | 열정으로 뒤덮은,,,호암산 산행,,,                               |
| 10화 | 7월 19일  |        | 休息,,,인생의,,, 쉼표,,,                                       |
| 11화 | 7월 21일  |        | 수면ASMR \| 광용쌤의 물리1 여러가지운동                        |
| 12화 | 7월 26일  |        | 우연이아닌,,,선택이,,,운명을,,,결정한다,,,                     |
| 13화 | 8월 2일   | 서달산 | 꽃이,,지고서야,,봄이,,생각난,,서달산산행,,,                    |
| 14화 | 8월 9일   | 서달산 | 각자의,,,자리에서,,,최선을,,,다하자,,,                         |
| 15화 | 8월 11일  |        | 수면ASMR \| 광용쌤과 함께하는 자습                             |
| 16화 | 8월 16일  |        | 진정한,,,가족의,,,의미,,,                                      |
| 17화 | 8월 23일  |        | 배용길의 골든팝스 \| 한국인이 가장 좋아하는 러브팝송 BEST5     |
| 18화 | 8월 30일  |        | 밤일낮장,,고스톱으로,,배우는,,인생                             |
| 19화 | 9월 6일   |        | 가족이,,있기에,,집이,,있읍니다,,                               |
| 20화 | 9월 9일   |        | 안전의달인 이택조씨를 만나다                                   |
| 21화 | 9월 13일  |        | 스트레스는,,,만병의,,,근원입니다,,,모두,,,이겨냅시다,,,,       |
| 22화 | 9월 20일  | 북한산 | 늘,,고마운,,,산,,,북한산산행,,,                                |
| 23화 | 9월 27일  | 우면산 | 명절맞이,,우면산,,산행,,                                       |
| 24화 | 10월 1일  |        | [추석특집]나훈아 콘서트 함께 보았읍니다,,,                     |
| 25화 | 10월 18일 | 설악산 | 단풍이 완연한,,,설악산 산행,,,,                                |
| 26화 | 10월 25일 |        | 백번을 씹으면 다 보약이다,,,설악산 단풍놀이 후,,,식사          |
| 27화 | 10월 27일 |        | 수면ASMR \| 10월 모의고사 제2외국어영역(아랍어)                |
| 28화 | 11월 1일  |        | 만추의 계절 11월,,,지식보다는,, 지혜를,,,                      |
| 29화 | 11월 8일  | 백련산 | 가을.. 그 쓸쓸함에 대하여..                                    |
| 30화 | 11월 22일 |        | LP바 아르바이트생을 만났읍니다...(카더가든출연)                |
| 31화 | 11월 29일 |        | 차정원군의 노래를 들었읍니다...(카더가든-그대 나를 일으켜주면) |
| 32화 | 12월 3일  |        | 2021 대학수학능력시험 시험감독 ASMR (수험생 여러분 응원합니다) |
| 33화 | 12월 6일  |        | 라이브로 듣는 카더가든의 올드팝송 BEST5                        |
| 34화 | 12월 13일 |        | 내 보물,,, 내 딸,,,                                            |
| 35화 | 12월 20일 | 용마산 | 세월의 모가지를 잡고,,,용마산 산행,,,                          |
| 36화 | 12월 27일 |        | 2020庚子年 송년회                                              |

### 2021년
| 회차 | 공개일   | 산     | 제목                                              |
| ---- | -------- | ------ | ------------------------------------------------- |
| 37화 | 1월 3일  |        | 누군가,웃을때,,누군가는,눈물을,,흘린다,,;         |
| 38화 | 1월 10일 |        | 중년의 꿈,,,                                      |
| 39화 | 1월 17일 |        | 천년지기,,보약같은,,친구                          |
| 40화 | 1월 31일 |        | 내 웬수 내 딸,,,                                  |
| 41화 | 2월 7일  |        | 인생같은 주식,,,주식같은 인생,,,                  |
| 42화 | 2월 14일 |        | 수면ASMR l 광용쌤의 재미있는 주식이야기           |
| 43화 | 2월 21일 |        | LP바 주말알바 데이브레이크를 만났읍니다...        |
| 44화 | 2월 26일 |        | 데이브레이크에게 가르쳐준 태산같은 우정의 의미..  |
| 45화 | 3월 7일  |        | 데이브레이크가 부르는 올드팝송 l 배용길의골든팝스 |
| 46화 | 3월 14일 |        | 담배와의 전쟁,,,                                  |
| 47화 | 3월 21일 |        | 사주팔자를 보며,,,                                |
| 48화 | 3월 28일 |        | 시장 나들이,,,                                    |
| 49화 | 4월 4일  | 인왕산 | 4월,,,다시 산으로,,,                              |
| 50화 | 4월 18일 | 소백산 | 사람 살리는 산,,,소백산산행,,,                    |
| 51화 | 4월 25일 |        | 무량수전 배흘림기둥에 기대어,,,                   |
| 52화 | 5월 2일  |        | 미스트롯의 그녀,,,홍자를,,,만나다,,,              |
| 53화 | 5월 16일 |        | 백화점 나들이,,,                                  |
| 54화 | 5월 23일 |        | 비가 내리고,,,음악이 흐르면,,,                    |
| 55화 | 5월 30일 |        | 도심속,,,자연,,서울숲으로,,,                      |
| 56화 | 6월 6일  |        | 시장에서 만난 광용과 용길,,,                      |
| 57화 | 6월 13일 |        | 가장 아름답던 시절,,, 화양연화,,,                 |

## 콜라보레이션

### 딩고 킬링벌스
어버이날 특집으로 딩고 킬링.. 아니 피식벌스에 출연하였다.
피식벌스라 그런지 원래 킬링벌스에는힙합장르가 주를 이루지만 어버이날 특집으로 진행된 피식벌스에서는 트로트, 올드팝등으로 구성이 되어있다.

### 둘째이모 김다비 - 오르자  MV 특별출연
2021년 5월 10일에 발표된 둘째이모 김다비의 새로운 신곡인 오르자 뮤직비디오에 한사랑 산악회가 특별출연했다.

## 노래 커버

### 산악회 아저씨들이 부르는 Justin Bieber - Peaches🍑
2021년 6월 14일에 최초공개된 영상이다. 배용길씨와 정광용씨의 듀엣 영상이다. 해외에서 엄청난 인기를 끌고 있는 'Peaches'를 완벽하게 한국식으로 재해석했다는 점에서 네티즌들에게 찬사를 받고 있다.